# Odontodynerus ephippium
Odontodynerus ephippium är en stekelart. Odontodynerus ephippium ingår i släktet Odontodynerus och familjen Eumenidae.

## Underarter
Arten delas in i följande underarter:
- O. e. anatoliae
- O. e. eremicus